# Arena tabida
Arena tabida är en skalbaggsart som först beskrevs av Ernst Hellmuth von Kiesenwetter 1850.  Arena tabida ingår i släktet Arena, och familjen kortvingar. Arten har ej påträffats i Sverige.